# Kojiro Nakano
Kojiro Nakano (中野 小次郎 Nakano Kojiro?), född 5 mars 1999 i Tokushima prefektur, är en japansk fotbollsspelare.
Nakano började sin karriär 2020 i Hokkaido Consadole Sapporo.